# 日本骨鰃
日本骨鰃（学名：Ostichthys japonicus），又稱日本骨鱗魚、厚殼仔、鐵甲、鐵線婆，是輻鰭魚綱金眼鯛目金鱗魚科的其中一種。分布于夏威夷及安德曼以及台湾北部到北部湾等，属于近底层肉食性海鱼。该物种的模式产地在日本。

## 深度
水深30公尺以上。

## 特徵
本魚體橢圓，側扁，眼大型在頭側。前鰓蓋骨下角無強棘，鱗片大而粗雜，具有明顯的平行條紋，鰓蓋棘強大。眶下骨無棘，體色呈鮮紅色，鱗片閃亮。體長可達45公分。

## 生態
本魚棲息於珊瑚礁底，白晝在深處，到夜間才上浮覓食，以蝦或甲殼類為食物，產卵期在夏季。

## 經濟利用
食用魚，但肉質較差，多以油炸食用。